# Freden i Campo Formio
Freden i Campo Formio slöts i byn Campoformido i nordöstra Italien den 17 oktober 1797. Denna fred utgjorde slutpunkten för det första revolutionskriget mellan Frankrike och Österrike.
Freden slöts på grundval av de preliminära förhandlingsresultaten i Leoben (18 april samma år). Förhandlare var greve von Cobenzl och general Napoleon Bonaparte. Österrike avträdde Belgien och Lombardiet, men erhöll av Republiken Venedig, Venedig samt vänstra stranden av Adige, Istrien och Dalmatien. Mot utsikt att erhålla Salzburg och en del av Bayern medgav Österrike i de hemliga artiklarna av fredsfördraget avträdandet av vänstra Rhenstranden från Basel till Andernach („... La rive gauche du Rhin depuis la frontière de la Suisse au dessous de Basle jusqu'au confluent de la Nette au dessus d'Andernach...“), varvid av denna överenskommelse drabbade riksfurstar skulle erhålla gottgörelse på annat håll. Dessa senare angelägenheters ordnande uppsköts till en ny kongress, vilken 9 december samma år sammanträdde i Rastatt.